# 迪爾蒙
迪爾蒙（阿拉伯语：‎；蘇美語：𒉌𒌇𒆠；希臘語：Týlos），或譯為泰爾蒙，是一自西元前3000年開始廣泛出現於美索不達米亞地區史書中的閃語國家，被認為是中東最古老的古文明之一。根據書面記載，迪爾蒙位在波斯灣地區，座落於美索不達米亞與印度河流域文明間的貿易路線上，且鄰近自流含水層。
迪爾蒙曾是中東一重要的貿易中心；全盛時期的迪爾蒙甚至控制了波斯灣地區所有的貿易路線。根據部分學者推測，蘇美人視迪爾蒙為聖地，但此說法並未獲得任何已知的古代記載支持。對美索不達米亞地區的文明而言，迪爾蒙是貿易夥伴與銅的產地，同時也是貿易轉口港。目前學界普遍同意迪爾蒙位於今巴林、科威特、卡達與沙烏地阿拉伯東部省沿海地區一帶。
蘇美文明所流傳的「迪爾蒙花園天堂」傳說可能即是「伊甸園」故事的原形。

## 歷史
自西元前4000年晚期起至西元前800年為止，迪爾蒙一直是一重要的貿易中心，全盛時期的迪爾蒙控制了波斯灣地區所有的貿易路線。西元前1000年至800年間迪爾蒙的商業力量開始因波斯灣海盜的猖獗而逐漸下滑。自西元前600年起，新巴比倫王國與稍後建立的波斯帝國相繼征服了迪爾蒙。
迪爾蒙是傳統農業地區與美魯哈（位於印度河河谷）、馬坎（位於今阿曼）以及美索不達米亞等地的貿易中心。目前已知關於迪爾蒙文明的最早記載出自烏魯克城伊南娜神廟出土的一塊距今約5000年前的楔形文字泥板。在原始文獻上，「迪爾蒙」這個詞彙原先用以代指一種斧頭與一位特定的官員。除此之外，拉格什國王烏爾南塞（約西元前2500年在位）的一塊門斗銘文上亦刻有迪爾蒙的相關記載，其內容為：「迪爾蒙的船隻帶來外地的木材做為貢品進獻給他。」。

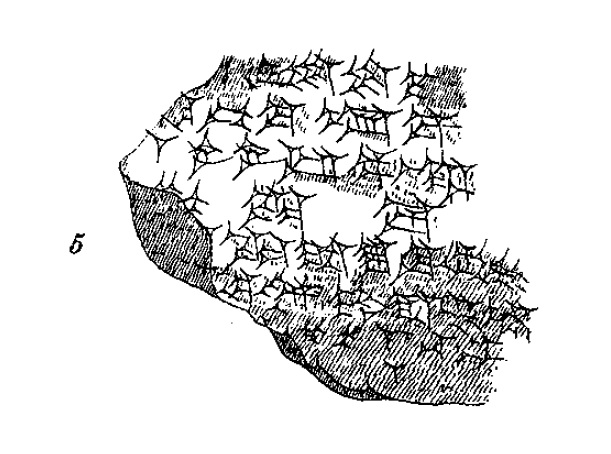
迪爾蒙統治者伊里伊帕希拉與尼普爾統治者恩利爾基迪尼間的信件，距今約3350年前。

尼普爾出土的布爾那布里亞什二世統治時期的兩封信件亦提到了迪爾蒙。信件的撰寫者是一位名為伊里伊帕希拉的迪爾蒙統治者，收信人為其朋友、尼普爾的統治者恩利爾基迪尼（Enlil-kidinni）。這兩封信件與其他文件顯示當時的迪爾蒙與加喜特王朝統治下的巴比倫維持著某種程度的交流。加喜特王朝覆滅後，除西元前1250年的亞述碑文外，美索不達米亞的文件便未再提及迪爾蒙；亞述的碑文記載亞述國王將會成為迪爾蒙與美魯哈等地的王，同時記載了迪爾蒙向亞述進貢的情況。
西元前1000年左右的其他亞述碑文內容記載了亞述統治迪爾蒙的情形。巴林境內的一處考古遺址顯示亞述國王辛那赫里布曾侵略阿拉伯東北部，並佔領了巴林所屬的諸個島嶼。關於迪爾蒙的最晚記載出自於新巴比倫王國統治時期。西元前567年的新巴比倫行政文書記載迪爾蒙被巴比倫國王所統治；西元前538年巴比倫覆滅後，迪爾蒙這個詞彙即從此不復見於其他記載中。
在印度古吉拉特邦洛塔、法伊拉卡島與美索不達米亞等地發現的迪爾蒙通信文書是當時遠距離海上貿易存在的有力證據，不過交易物內容就較難加以考證，可能包含木材、象牙、青金岩、黃金與其他如紅玉髓等的奢侈品；波斯灣地區出產的珍珠、貝殼與鑲嵌骨頭飾品等則被運往美索不達米亞以換取銀、錫、羊毛布料、橄欖油與穀麥等物資。另一方面，美索不達米亞與波斯灣地區則透過迪爾蒙以銅塊與瀝青等資源向印度河流域文明換取棉質布料與家禽等商品。以銅礦的挖掘與鎔鑄來說，今阿拉伯聯合大公國境內的烏姆納爾遺址、大爾瑪島與阿曼境內的伊布里等地均是當時重要的生產地。
部分來自美魯哈的早期貿易船隻可能會直接停靠美索不達米亞地區的港口以進行交易，但至伊辛－拉爾薩時期迪爾蒙便逕行壟斷了貿易路線。根據巴林國家博物館的推斷，迪爾蒙的「黃金時代」可能自西元前約2200年起一直持續至西元前約1600年止。

## 民族、語言與宗教
迪爾蒙的構成民族可能為亞摩利人，使用蘇美楔形文字進行記錄，語言則可能為一種阿卡德語方言或近似於阿卡德語的語言。迪爾蒙的主祀神祇為因薩克與其妻子帕尼帕。

## 神話傳說
蘇美的早期史詩《恩美爾卡和阿拉塔之主》主要描述烏魯克第一王朝的第二代國王恩美爾卡在烏魯克與埃里都等地興建金字形神塔的情形；根據史詩，恩美爾卡的興建工程「始於迪爾蒙建立之前」。
迪爾蒙是部分蘇美創世神話的設定背景，且常被形容為「太陽升起之地」或「生氣盎然之地」，同時也是朱蘇德拉等神話英雄升天並獲得永生之地。丹麥歷史學家索爾基德·雅各布森所翻譯的埃里都創世傳說將迪爾蒙稱為「迪爾蒙山」，是個「遙遠且半神話的地方」。
恩基與寧胡爾薩格等神祇的創世傳說亦有提及迪爾蒙，並將其描述為創世的發生地。後期的巴比倫史詩《埃努瑪·埃利什》描述迪爾蒙是代表鹹水的神祇提阿瑪特與代表淡水的神祇阿勃祖的相遇之地。在傳說中，恩基向寧胡爾薩格承諾道：
在迪爾蒙，我妻心臟之地，我將創造長長的水道、河流與運河，水流經之處將解眾生之渴，並為萬物帶來豐饒。

## 地點

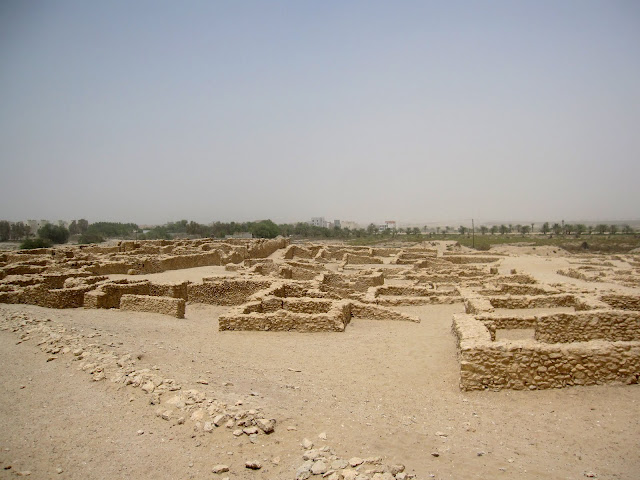
一處位於巴林的定居遺跡，據信屬於迪爾蒙文明。

巴林境內的遺跡地點。

1987年，美國考古學家泰瑞莎·霍華德－卡特（Theresa Howard-Carter）推測迪爾蒙可能位於阿拉伯河流域周邊，確切地點可能介於今伊拉克南部市鎮古爾奈與東南部城市巴斯拉之間。這個地點確實位於蘇美的東方，符合蘇美神話中迪爾蒙是太陽升起之地的描述。雖然諸多文獻均對迪爾蒙有所描述，但截至2008年為止，考古學家仍未能找到任何迪爾蒙於西元前3300年至西元前556年間存在的證據。

### 伊甸園理論
1922年，奧地利考古學家艾德華·格拉瑟提出伊甸園位於東阿拉伯、迪爾蒙文明境內的理論。德國學者尤利斯·薩林斯亦認為伊甸園就位於迪爾蒙境內底格里斯河與幼發拉底河匯流入海之處。根據此理論，《聖經》中所提及的基訓河指的可能即是今伊朗境內的卡倫河；比遜河指的即是今已完全乾涸的哈費爾巴廷河流系統。

## 外部連結
- Indus Valley—Mesopotamian trade passing through Dilmun
- Lost ancient civilisation's ruins lie beneath Gulf, says boffin （页面存档备份，存于）
- Bahrain National Museum's hall of Dilmun
- Dilmun Site Al-Khidr, Failaka Island, State of Kuwait （页面存档备份，存于）
- Greek inscriptions found on Bahrein (a pdf-file)[永久]
- Dilmun Calendar Theory Backed, Gulf Daily News, 11 July 2006